# Saint-Félix-de-Lunel
Saint-Félix-de-Lunel är en kommun i departementet Aveyron i regionen Occitanien i södra Frankrike. Kommunen ligger  i kantonen Conques som ligger i arrondissementet Rodez. År 2022 hade Saint-Félix-de-Lunel 384 invånare.

## Befolkningsutveckling
Antalet invånare i kommunen Saint-Félix-de-Lunel
Referens: INSEE